# Próculo (filho de Lúcio Arádio Valério Próculo)
Próculo (em latim: Proculus) foi um oficial romano do século IV, ativo durante o reinado dos imperadores Constante I (r. 337–350) e Constâncio II (r. 337–361). Era talvez filho de Lúcio Arádio Valério Próculo e pai de Valério Severo, pois a casa dos Valérios no monte Célio, que pertenceu aos Valérios Próculos no começo do século IV, passou para Valério Piniano, filho de Valério Severo, no fim do século. Em 340, segundo lei preservada no Código de Teodósio, foi procônsul da África.